# Space Shadows
Space Shadows — четвёртый и последний на данный момент студийный альбом российской электро-рок-группы Punk TV.

## История создания
В отличие от двух предыдущих лонгплэев Punk TV, когда группа приходила на запись с полностью отрепетированным и обкатанным на концертах материалом, новый альбом, получивший название Space Shadows, создавался в студии практически «с нуля». Кельман принес демо-версии «Kobenhavn», «Take Control» и «SID» — Комаров предложил демо «Phantom», «Venom», «Parker’s Beat», «Cinderella’s Second Chance» и «She Told Me Twice». Вся запись и микширование вновь были сделаны на Gigant Record при помощи Сергея Науменко и Юрия Данилина, с которыми группа сотрудничает со времен сведения и дозаписи Music for the Broken Keys. Результатом стал музыкальный коллаж, сложенный из элементов разных стилей и музыкальных настроений. В работе над пластинкой приняли участие вокалист EMF Джеймс Аткин, исполнивший вокальную партию в «Breathing Out» и звуковой архитектор Lali Puna Кристиан Хайс, перемекшировавший композицию «SID» в новый трек «Seeds». Интересно, что партии ударных в треках «Phantom», «Parker’s Beat» и «SID» исполнил Комаров поскольку переехавший в Санкт-Петербург Никонов не всегда присутствовал на студийных сессиях. Кабаев, в свою очередь не принимал участие в сессиях инструментальной композиции «Solar», записаной годом раньше и уже выпускавшейся в формате винилового сингла и CD EP. Участники, славившегося своей сплоченностью коллектива, постепенно расходились в разные стороны. Однако, это не отразилось на качестве пластинки, которую в разных источниках Комаров называет «самой любимой», а Кабаев «самой профессиональной» в дискографии Punk TV.

Четвертый альбом — это уже серьёзно, к моменту его выпуска музыканты, как правило, имеют свой конкретный статус, определённый тип поклонников, обильную сферу влияния и четкий стиль. Команда Punk TV за последние пять лет прошла путь от сайд-проекта новосибирских шугейзеров до одной из главных электро-рок-групп Москвы. Сейчас на их счету полные залы на концертах по всей России и помощь многим молодым командам — лидер группы Володя Комаров записывал первые треки Manicure, а гитарист Алекс Кельман играл в проекте Dsh! Dsh! и организовал сотни концертов в рамках своей промогруппы IceCreamDisco. Только с четким стилем по-прежнему не все понятно; если по настроению их треки угадываются с первого раза, то по саунду словосочетание «электро-рок» так и остается единственным близким термином. На «Space Shadows», помимо привычных плотно жужжащих синтезаторов и смачных битов, можно услышать гитару в духе Морриконе, натуральный мэдчестер а ля Happy Mondays, оммаж индитронике нулевых и прочие отголоски разной музыки разных времен.
-   -     - Алекс Кельман: «По настроению Space Shadows близок к нашей первой пластинке — также много речевых семплов и нейтрально-позитивное музыкальное обрамление».
    - Владимир Комаров: «Мы начинали работу над альбомом без какой-либо четкой концепции — треки собирались вместе в пластинку, будто любимые карточки из дальних путешествий в один фотоальбом. Да так в принципе и было: демо „Phantom“ было написано в Мексике, секвенция „Breathing Out“ определилась в длинных переездах по сумасшедшим дорогам Вьетнама, с „Kobenhavn“, думаю, и так все понятно. Когда мы зашли в одну из комнат мюнхенской студии Кристиана Хейза (Lali Puna, Notwist, Portmanteau) и увидели все эти волшебные хэндмейд-коробочки, которые не то что бы издавали звуки, а в буквальном смысле пели, сразу подумали — было бы здорово, если бы он сделал нам продакшн к треку „SID“. Кристиан согласился — так возник абсолютно новый трек „Seeds“. Джеймс (Аткин из EMF) моментально согласился спеть на нашей пластинке, что поставило нас в идиотское положение — у нас есть культовый вокалист, но нет песни для него. Порывшись в архивах, мы нашли и выслали ему фрагмент студийного джема. Я был просто потрясен, услышав как органично лег его вокал. Дальше все было делом техники — в результате „Breathing Out“ получилась одной из самых ярких песен на альбоме».— Lookatme.ru

## Оценка прессы
«Venom» — один из синглов с четвёртого альбома новосибирской группы. В отличие от треков «Phantom» и «Take Control», которые были бы уместны на саундтреке к какой-нибудь голливудской героической драме, «Venom» — образец качественного электророка, близкого к стилистике MGMT, но при этом лишенного (может, и к лучшему) иронии.— Борис Даль, Rolling Stone Россия, Апрель 2011

In the meantime, interest continues to grow in the Western press, due in part to the fact that Punk TV’s trademark Mancunian style is often expressed in instrumental forms. A guest appearance by Atkin on the new album also helps to overcome the language barrier. The general air of celebration is palpable: tambourines are shaken and smiles will widen. British and American webzines have thus far received the band with enthusiasm: «This is the perfect accompaniment for a spy movie, with trick-start beginnings, tick-tock rhythms, and floaty drones… plus plenty of disco guitars for those spies' nights off.» Or, elsewhere: «Cute, curvy indie-pop… with a surprising array of dance beats, expert pacing, killer sonic kicks, and rich atmospherics».— David MacFadyen, Farfrommoscow.com

## Список композиций
Все композиции написаны: музыка Punk TV/слова Владимир Комаров, кроме отмеченных
1. «Phantom» — 02:45
2. «Kobenhavn» — 03:14
3. «Venom» — 03:40
4. «Breathing Out» — 02:46 (слова: Джеймс Аткин)
5. «Parker’s Beat» — 03:11
6. «Solar» — 04:03
7. «Take Control» — 03:33 (слова: Владимир Комаров/Сергей Киселев)
8. «SID» — 03:42
9. «Cinderella’s Second Chance» — 04:39
10. «Seeds» — Seeds 05:13
11. «She Told Me Twice» — 01:00

### Бонус-CD
К CD изданию альбома прилагался дополнительный диск — сборник ремиксов группы «Drug Test — A Collection Of Punk TV Remixes»
| №                   | Название                                                               | Автор(ы)                          | Длительность |
| ------------------- | ---------------------------------------------------------------------- | --------------------------------- | ------------ |
| 1.                  | «Punk TV - FM Sugar (2010 Remix)»                                      | Punk TV                           | 3:49         |
| 2.                  | «Asbo Kid - Disco Sux (Punk Rock, Baby! Remix)»                        | Джеймс Аткин, Джастин Уэлч        | 5:38         |
| 3.                  | «Craig Walker - Bright Lights (Big City Remix)»                        | Барди Йоханнссон, Крейг Уокер     | 4:25         |
| 4.                  | «Би-2 - Bowie (White Techno Remix)»                                    | Лёва Би-2, Шура Би-2              | 5:19         |
| 5.                  | «Bondage Faires - NV4.dll (Horse Penis Remix)»                         | Элвис Крип                        | 3:35         |
| 6.                  | «Mars Needs Lovers feat. Илья Лагутенко - Альпы Пальмы (Dorado Remix)» | Mars Needs Lovers, Илья Лагутенко | 4:53         |
| 7.                  | «Electric Mainline - All Too Much (Overdrive Disco Remix)»             | Scott Causer                      | 3:38         |
| 8.                  | «Brittle Stars - May (September Remix)»                                | Brittle Stars                     | 2:08         |
| 9.                  | «Illuminated Faces - Damage (Ivory Dub)»                               | Роман Цепелев                     | 3:41         |
| 10.                 | «Aerofall - Radiant (Hyperbolic Remix)»                                | Владимир Карпов, Яна Комешко      | 3:49         |
| Общая длительность: | Общая длительность:                                                    | Общая длительность:               | 45:55        |

## Участники записи
- Алекс Кельман — программирование, microKORG, гитара
- Владимир Комаров — вокал, бас, гитара, программирование, ударные, мелодика
- Константин Никонов — ударные, оформление обложки и дизайн буклета

Приглашенные музыканты
- Джеймс Аткин — вокал в песне «Breathing Out»
- Кристиан Хайс — программирование и ремикширование в треке «Seeds»
- Владимир Карпов — гитара
- Eve Bouzigues — голос

Работники студии
- Сергей Наменко — запись звука
- Александр Левченко — запись звука дополнительной гитары на инструментальном треке «Solar»
- Евгений Новиков — запись звука Roland SH-09 на инструментальном треке «SID»
- Оксана Лаврентьева — запись звука рации таксиста в Касабланке на инструментальном треке «Kobenhavn»
- Юрий Данилин — микширование (февраль 2010-февраль 2011)
- Shawn Joseph — мастеринг